# Caecidotea packardi
Caecidotea packardi är en kräftdjursart som beskrevs av J.G. Mackin och Leslie Raymond Hubricht 1940. Caecidotea packardi ingår i släktet Caecidotea och familjen sötvattensgråsuggor. Inga underarter finns listade i Catalogue of Life.